# Wielka Wieś A
Wielka Wieś A es un pueblo ubicado en el distrito administrativo de Gmina Widawa, dentro del Distrito de Łask, Voivodato de Łódź, en Polonia central. Se encuentra aproximadamente a 7 kilómetros al oeste de Widawa, a 26 kilómetros al suroeste de Łask, y a 58 kilómetros al suroeste de la capital regional Łódź.